# Bernd Hitzler

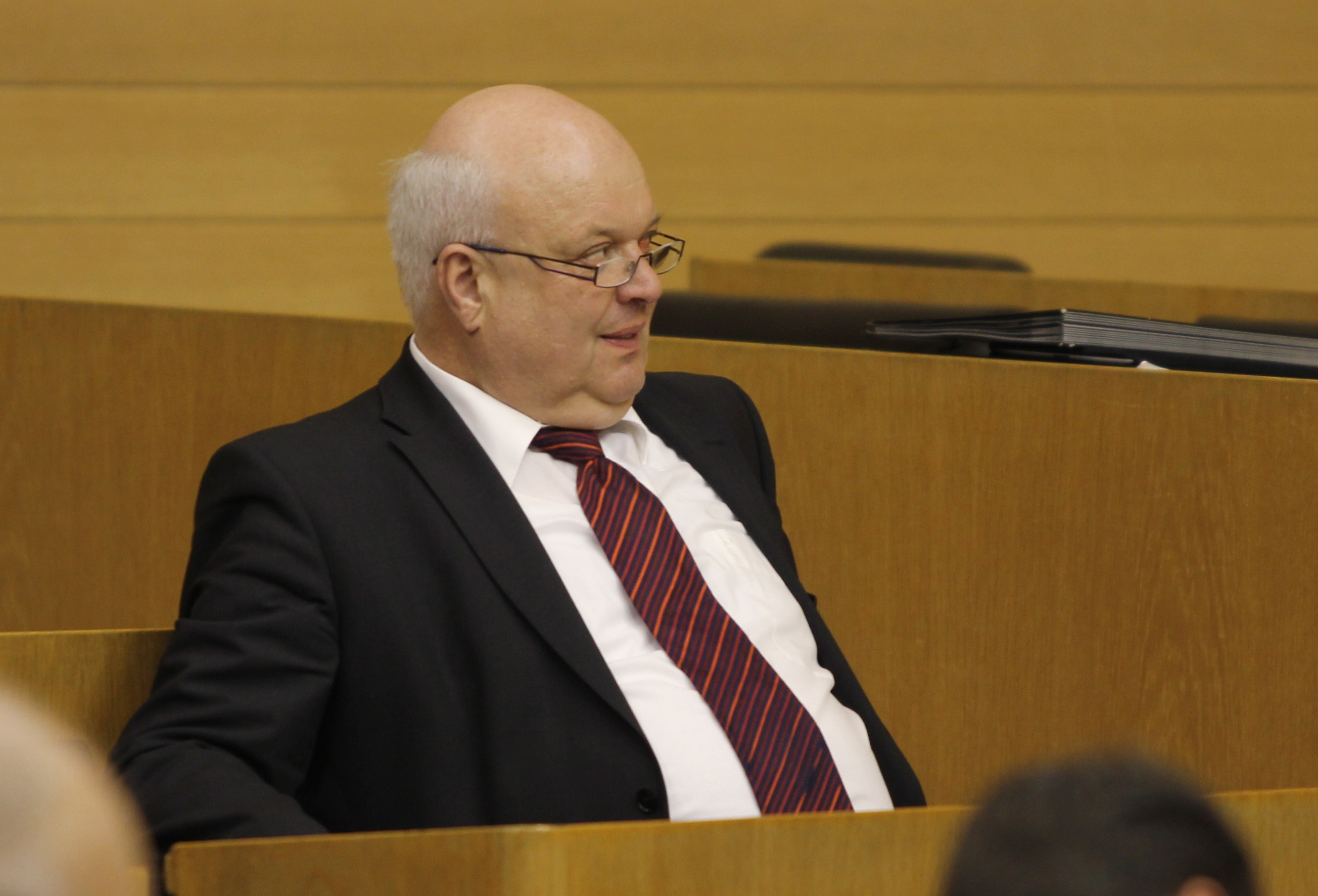
Bernd Hitzler im Landtag von Baden-Württemberg (2013)

Bernd Hitzler (* 17. Januar 1957 in Aalen) ist ein deutscher Politiker der CDU. Von 2004 bis 2016 war er Abgeordneter im Landtag von Baden-Württemberg.

## Ausbildung und Beruf
Bernd Hitzler absolvierte nach dem Abitur 1977 am Theodor-Heuss-Gymnasium in Aalen von 1977 bis 1979 eine Ausbildung bei der Stadtverwaltung Aalen. Im Anschluss schloss er ein Studium an der Fachhochschule für öffentliche Verwaltung in Stuttgart an, welches er 1981 mit einem Abschluss als Diplom-Verwaltungswirt beendete. Danach arbeitete er bis 1983 als Kreisinspektor beim Landratsamt des Rems-Murr-Kreises in Waiblingen und von 1983 bis 1986 als Fachbeamter für das Finanzwesen bei der Gemeinde Hermaringen.

## Politische Tätigkeit
Bernd Hitzler war von 1982 bis 1986 Ortsvorsitzender der Jungen Union Aalen und Kreispressereferent der Jungen Union Ostalbkreis. 1986 wurde er zum Bürgermeister der Gemeinde Dischingen gewählt. Dieses Amt übte er bis zum 31. August 2006 aus.
Bei der Landtagswahl in Baden-Württemberg 2001 kandidierte er im Wahlkreis 24 Heidenheim als Ersatzbewerber von Ingeborg Gräßle. Da diese bei der Europawahl 2004 ins Europaparlament gewählt wurde, rückte er im Juli desselben Jahres für sie in den Landtag nach. Bei der Landtagswahl in Baden-Württemberg 2006 sowie bei der Landtagswahl in Baden-Württemberg 2011 wurde er als Direktkandidat wiedergewählt. Im Landtag war er Mitglied im Ständigen Ausschuss, Wahlprüfungsausschuss, sowie im Richterwahlausschuss. Des Weiteren leitete er den Arbeitskreis I - Recht und Verfassung der CDU-Landtagsfraktion. Bei der Landtagswahl in Baden-Württemberg 2016 verlor er das Direktmandat jedoch an Martin Grath von den Grünen; da sein prozentuales Ergebnis ebenso bei der Zweitauszählung unter denen der meisten übrigen baden-württembergischen CDU-Wahlkreiskandidaten lag, verfehlte er den erneuten Einzug in den Landtag.

## Familie und Privates
Bernd Hitzler ist katholisch und lebt in Dischingen. Er ist verheiratet und hat einen Sohn.